# Peucedanum lundense
Peucedanum lundense är en flockblommig växtart som beskrevs av John Francis Michael Cannon. Peucedanum lundense ingår i släktet siljor, och familjen flockblommiga växter. Inga underarter finns listade i Catalogue of Life.